# Migdolus spitzi
Migdolus spitzi är en skalbaggsart som beskrevs av Lane 1937. Migdolus spitzi ingår i släktet Migdolus och familjen långhorningar. Inga underarter finns listade i Catalogue of Life.